# Hydroxymethylace
Hydroxymethylace je chemická reakce, při které se na molekuly navazují hydroxymethylové skupiny -CH2OH. Tyto reakce mohou probíhat mnoha způsoby a mají průmyslový i biochemický význam.

## Hydroxymethylace formaldehydem
K hydroxymethylacím se často používá reakce formaldehydu s aktivními vazbami C-H a N-H:
R3C-H + CH2O → R3C-CH2OH
R2N-H + CH2O → R2N-CH2OH
Aktivní vazbou C-H bývá koncový alkyn nebo alfa proton aldehydu.
Pentaerythritol se vyrábí hydroxymethylací acetaldehydu:
S formaldehydem mohou reagovat také vazby P-H; takto se připravuje tetrakis(hydroxymethyl)fosfoniumchlorid ([P(CH2OH)4]Cl) z fosfanu (PH3).

## Hydroxymethylace v rámci demethylace
U 5-methylcytosinu dochází k oxidaci methylové skupiny, přičemž se předpokládá, že je tato úprava předstupněm demethylace, obnovující původní cytosin:
RCH3 + O → RCH2OH

## Příklady
Při dvoukrokové hydroxymethylaci aldehydů proběhne nejprve methylenace, po které následuje hydroboračně-oxidační reakce:
RCHO + Ph3P=CH2 → RCH=CH2 + Ph3PO
RCH=CH2 + R2BH → RCH2-CH2BR2
RCH2-CH2BR2 + H2O2 → RCH2-CH2OH + HOBR2
Silylmethylovanými Grignardovými činidly lze hydroxymethylovat ketony:
R2C=O + ClMgCH2SiR'3 → R2C(OMgCl)CH2SiR'3
R2C(OMgCl)CH2SiR'3 + H2O + H2O2 → R2C(OH)CH2OH + HOSiR'3

## Reakce hydroxymethylovaných sloučenin
Hydroxymethylované sloučeniny často reagují s druhým ekvivalentem aktivní vazby X-H:
hydroxymethylace: X-H  + CH2O → X-CH2OH
překřížení: X-H + X-CH2OH → X-CH2-X + H2O
Tato reaktivita se využívá při výrobě polymerů a pryskyřic  (bakelitu, novolaku, a kalixarenů) kondenzacemi formaldehydu s fenoly; podobně může formaldehyd kondenzovat také s močovinou.
Hydroxymethylace vazeb N-H a P-H lze často obrátit přidáním zásady; příkladem může být příprava tris(hydroxymethyl)fosfinu:
[P(CH2OH)4]Cl + NaOH → P(CH2OH)3 + H2O + H2C=O + NaCl
Za přítomnosti chloračních činidel místo hydroxymethylací probíhají chlormethylace, například Blancova chlormethylace.

## Podobné reakce
- Při hydroxyethylacích se navazují skupiny -CH2CH2OH; tyto reakce se využívají jako součásti ethoxylací.
- Aminomethylace se často provádějí pomocí Eschenmoserovy soli, [(CH3)2NCH2]OTf.[8]